# ワイカト (NPC)
ワイカト（Waikato）は、ニュージーランド北島のワイカト地方、ハミルトンを拠点とする、ニュージーランド州代表選手権（NPC、National Provincial Championship）に参入している、ワイカト州（Waikato Region）代表のラグビーユニオンチームである。愛称はワイカト・ムールーズ（Waikato Mooloos）。
ここでは、チームを統括する組織「ワイカト・ラグビー・ユニオン（Waikato Rugby  Union）」についても述べる。

## ホームスタジアム
ホームスタジアムは、ハミルトンにあるFMGスタジアム・ワイカト（FMG Stadium Waikato）。命名権契約前の名称は、ワイカト・スタジアム。

## 沿革
1921年、ワイカト・ラグビー・ユニオン（Waikato Rugby Union）が設立された。同年、初代代表チームは、タラナキとのアウェー戦で15対15の引き分け。3回目のマナワツ戦で初勝利した。
1928年、赤・黄・黒を使ったジャージを採用。
1951年、ノース・オークランドを6対3で破り、ランファーリー・シールドで初めて優勝した。同年、チームマスコットのムールー（Mooloo）が誕生。
1961年、フランス代表と対戦し、勝利を収める。
1972年、オーストラリア代表に勝利。1974年、フィジー代表に勝利。
1976年、ニュージーランドの州ごとに選抜されたチームで競うNPC（ニュージーランド州代表選手権、National Provincial Championship）が始まり、ワイカトは2部で参入する。
1979年、フランス代表に勝利。
1980年、オークランドに勝利し、ランファーリー・シールドを奪還。
同じく1980年に、NPCで1部に昇格した。1985年に2部に降格したが、翌1986年には1部へ復帰した。
1988年、ウェールズ代表と対戦し、勝利。1989年には、カナダ代表とアルゼンチン代表に勝利、1990年にオーストラリアに勝利した。
1992年、NPC決勝戦でオタゴを40対5で破り、初めて全国チャンピオンになる。
1993年、ランファーリー・シールドを8年間守り続けたオークランドを破り、シールドを奪った。同年、ブリティッシュ・ライオンズに勝利。
1996年、スコットランド代表に勝利。
1997年10月4日、ランファーリー・シールドをオークランドから奪取し、2000年9月まで21回のシールド防衛に成功した。
2001年、元ワイカト代表キャプテンのジョン・ミッチェルが、オールブラックスのヘッドコーチに就任。
2002年、ワイカト・スタジアム（後のFMGスタジアム・ワイカト）が完成。
2003年、イタリア代表を23対3で破る。
2006年、第1回エア・ニュージーランド・カップ決勝戦でウェリントンを破り、2度目の全国チャンピオンとなる。
2007年・2012年・2015年・2018年に、ランファーリー・シールドを獲得。
2018年、マイター10カップ・プレミアシップ（現・NPC）への昇格を果たす。
2021年、NPC決勝でタスマンを23対20で破り、3度目の全国チャンピオンとなる。

## ワイカト・ラグビー・ユニオン
代表チーム（男子・女子）、ワイカト・セブンズ（男子・女子）のほか、シニアクラブや学校ラグビーを含む、ワイカト地方のクラブラグビーを管理している。
MGスタジアム・ワイカト（ワイカト・スタジアム）に、ワイカト・ラグビー・ユニオンの本部がある。スーパーラグビーのギャラガー・チーフスは、ワイカトほか全6ユニオンを拠点としている。